# Ofelia Cano
Ofelia Gamboa Noriega (San Ignacio, Sinaloa; 16 de mayo de 1959) una actriz mexicana de telenovelas.

## Biografía
Pasó muchos años de su adolescencia en Guadalajara, Jalisco, México. Ahí conoció a José Octavio Cano.
A los 19 años se casó con él. En ese entonces Director Administrativo de Producción de Televisa con quien tuvo 3 hijos: Mónica, Gabriela y José Octavio. Gabriela fue actriz juvenil. Desde ese momento conocida en medio artístico como Ofelia Cano.
En esa época conoció socialmente a Ernesto Alonso, más conocido como "El Señor Telenovela" (†), quien siempre tenía buen ojo para encontrar talentos jóvenes.
Su expareja se llamaba Raúl Alvarado Madrigal.Estuvo con él nueve años.
Se separó de su esposodespués de su primer protagónico a principios de los años 90 en la telenovela Pobre señorita Limantour al lado del venezolano Víctor Cámara y la actriz Úrsula Prats.Tienen buena relación a pesar de su separación
Posteriormente, cambió su lugar de residencia a la Ciudad de México donde entró al Centro de Educación Artística (CEA). Cursó estudios en actuación, jazz, expresión verbal, expresión corporal y literatura.
Profesionalmente ha participado en telenovelas producidas por Televisa y Venevisión de Miami (Estados Unidos).
Al dejar de recibir llamados para trabajar en telenovelas comenzó a trabajar en una joyería de la Ciudad de México gracias a uno de sus amigos para poder sobrevivir.
Actualmente, forma parte de nueva administración del Partido Revolucionario Institucional como encargada de secretaría de Cultura.
En la actualidad, tiene dos nietos (un hombre y una mujer).

## Telenovelas
- Bodas de odio (1983 - 1984) como Nadia Chavarri de Torres Quintero. (Televisa).
- La traición (1984 - 1985) como Gilda. (Televisa).
- De pura sangre (1985 - 1986) como Carmelita. (Televisa).
- Seducción (1986) como Gabriela "Gaby". (Televisa).
- Pobre señorita Limantour (1987) como Regina Limantour Cevallos. (Televisa).
- Confidente de secundaria (1996) como Adriana. (Televisa).
- Mujer, casos de la vida real (1997 - 2006). (Televisa).
- Locura de amor (2000) como Sofía. (Televisa).
- Carita de ángel (2000 - 2001). (Televisa).
- El juego de la vida (2001 - 2002) como Eugenia Robles. (Televisa).
- Entre el amor y el odio (2002) como Rebeca Ortiz. (Televisa).
- La otra (2002) como Diana Herrera. (Televisa).
- Rubí (2004 - 2005) como Victoria Gallegos. (Televisa).
- Acorralada (2007) como Yolanda Alarcón. (Venevisión).
- Mañana es para siempre (2008 - 2009) como Dolores "Dolly" de Astorga. (Televisa).
- La rosa de Guadalupe (2008 - 2020) como Varios personajes
- Como dice el dicho (2011 - 2018) como Rosalía / Catalina. (Televisa).[7]

## Teatro
- La lagartija (1989) Guadalajara (México).
- La marcha (1989) Guadalajara (México).
- Broma mortal (1990)  Guadalajara (México).
- Los buenos manejos (1990) Guadalajara (México).
- El mago de Oz (1991) Guadalajara (México).
- La Cenicienta (1992) Guadalajara (México).
- Mariposa sin alas (1992) Guadalajara (México).
- Peter Pan (1992) Guadalajara (México).
- La bella y la bestia (1993) Guadalajara (México).
- Lluvia en el corazón (1993) Guadalajara (México).
- Bodas de sangre (1994) Guadalajara (México).
- Homenaje a Hugo Argüelles (1994) Guadalajara (México).
- Lo que vio el mayordomo (1994-1995) Guadalajara (México).
- El mago de Oz (1996-1997) Ciudad de México (México).
- El jitomatazo (2003) (Comedia) Guadalajara (México).
- Mundo real (2004) Guadalajara (México).
- El Quijote y sus andanzas (2008) Guadalajara (México).

También ha fungido como productora de programas de televisión como:
- El hábito y Obsequio de Navidad - Televisa. Guadalajara (México).
- ¡Ay María qué puntería! - protagonizada por La India María - Televisa (México).

Ofelia no solamente ha estado frente a cámaras sino también detrás siendo asesora de Producción de Canales Regionales 4 y 9 en Guadalajara, Jalisco (México), y asesora de Vicepresidencia de Producción en Televisa San Ángel.

## Premio y nominación

### Premios TVyNovelas.
| Año  | Categoría               | Telenovela     | Resultado |
| ---- | ----------------------- | -------------- | --------- |
| 1986 | Mejor actriz revelación | De pura sangre | Ganadora  |